# فرودگاه بووسو
فرودگاه بووسو (به انگلیسی: Bousso Airport) یک فرودگاه همگانی با کد یاتا OUT است . این فرودگاه در شهر بووسو، چاد کشور چاد قرار دارد .